# Hokejová Liga mistrů 2024/2025
Hokejová Liga mistrů 2024/2025 byl desátou sezónou Hokejové Ligy mistrů, evropského turnaje v ledním hokeji. Turnaje se účastnilo 24 týmů, které se kvalifikovaly pouze na základě sportovních výsledků. Kromě úřadujícího mistra bylo šest zakládajících lig zastoupeno po třech týmech a pět „vyzývacích lig“ po jednom týmu.

## Rozdělení týmů
Ligy se účastnilo celkem 24 týmů z různých evropských prvoligových soutěží. Vedle držitele titulu HC Servette Ženeva to bylo 18 týmů ze šesti zakládajících lig a národní šampioni z Dánska, Francie, Norska, Polska a Velké Británie.
Kvalifikační kritéria pro národní ligy byla založena na následujících pravidlech:
1. Vítěz Hokejové Ligy mistrů
2. Mistři národní ligy (vítězové play-off)
3. Vítězové základní části
4. Vicemistři základní části
5. Tým na 3. místě po základní části národní ligy

### Týmy
| Tým                  | Město          | Liga                    | Kvalifikace                | Účast | Nejlepší předchozí umístění |
| -------------------- | -------------- | ----------------------- | -------------------------- | ----- | --------------------------- |
| HC Servette Ženeva   | Ženeva         | National League         | Vítěz v roce 2024          | 4.    | Vítěz                       |
| Skellefteå AIK       | Skellefteå     | SHL                     | Vítěz play-off             | 9.    | Finále                      |
| Färjestad BK         | Karlstad       | SHL                     | Vítěz základní části       | 7.    | Čtvrtfinále                 |
| Växjö Lakers         | Växjö          | SHL                     | 2. místo po základní části | 8.    | Finále                      |
| ZSC Lions            | Curych         | National League         | Vítěz play-off             | 8.    | Čtvrtfinále                 |
| Fribourg-Gottéron    | Fribourg       | National League         | 2. místo po základní části | 6.    | Semifinále                  |
| Lausanne HC          | Lausanne       | National League         | 3. místo po základní části | 3.    | Čtvrtfinále                 |
| Eisbären Berlín      | Berlín         | Deutsche Eishockey Liga | Vítěz play-off             | 7.    | Osmifinále                  |
| Fischtown Pinguins   | Bremerhaven    | Deutsche Eishockey Liga | Vítěz základní části       | 2.    | Skupinová fáze              |
| Straubing Tigers     | Straubing      | Deutsche Eishockey Liga | 3. místo po základní části | 2.    | Osmifinále                  |
| Tappara              | Tampere        | Liiga                   | Vítěz play-off             | 10.   | Vítěz                       |
| Tampereen Ilves      | Tampere        | Liiga                   | 2. místo po základní části | 3.    | Osmifinále                  |
| Pelicans             | Lahti          | Liiga                   | 3. místo po základní části | 3.    | Osmifinále                  |
| HC Oceláři Třinec    | Třinec         | Tipsport extraliga      | Vítěz play-off             | 9.    | Semifinále                  |
| HC Dynamo Pardubice  | Pardubice      | Tipsport extraliga      | Vítěz základní části       | 5.    | Osmifinále                  |
| HC Sparta Praha      | Praha          | Tipsport extraliga      | 2. místo po základní části | 6.    | Finále                      |
| Red Bull Salzburg    | Salcburk       | ICE Hockey League       | Vítěz play-off             | 9.    | Semifinále                  |
| EC KAC               | Klagenfurt     | ICE Hockey League       | Vítěz základní části       | 5.    | Osmifinále                  |
| Fehérvár AV19        | Székesfehérvár | ICE Hockey League       | 2. místo po základní části | 2.    | Skupinová fáze              |
| Sheffield Steelers   | Sheffield      | Elite Ice Hockey League | Vítěz základní části       | 3.    | Skupinová fáze              |
| Dragons de Rouen     | Rouen          | Ligue Magnus            | Vítěz play-off             | 5.    | Čtvrtfinále                 |
| Storhamar            | Hamar          | Elitehockeyligaen       | Vítěz play-off             | 3.    | Osmifinále                  |
| SønderjyskE Ishockey | Vojens         | Metal Ligaen            | Vítěz play-off             | 4.    | Skupinová fáze              |
| Unia Oświęcim        | Osvětim        | Polska Hokej Liga       | Vítěz play-off             | 1.    | První účast                 |

## Termíny kol a losování
Harmonogram soutěže byl následující.
| Fáze           | Kolo        | Datum losování  | První kolo            | Druhé kolo            |
| -------------- | ----------- | --------------- | --------------------- | --------------------- |
| Skupinová fáze | 1. zápas    | 22. května 2024 | 5.–6. září 2024       | 5.–6. září 2024       |
| Skupinová fáze | 2. zápas    | 22. května 2024 | 7–8. září 2024        | 7–8. září 2024        |
| Skupinová fáze | 3. zápas    | 22. května 2024 | 12–13. září 2024      | 12–13. září 2024      |
| Skupinová fáze | 4. zápas    | 22. května 2024 | 14–15. září 2024      | 14–15. září 2024      |
| Skupinová fáze | 5. zápas    | 22. května 2024 | 8–9. října 2024       | 8–9. října 2024       |
| Skupinová fáze | 6. zápas    | 22. května 2024 | 15–16. října 2024     | 15–16. října 2024     |
| Play-off       | Osmifinále  | Bez losu        | 12–13. listopadu 2024 | 19–20. listopadu 2024 |
| Play-off       | Čtvrtfinále | Bez losu        | 3–4. prosince 2024    | 17. prosince 2024     |
| Play-off       | Semifinále  | Bez losu        | 14–15. ledna 2025     | 21–22. ledna 2025     |
| Play-off       | Finále      | Bez losu        | 18. února 2025        | 18. února 2025        |

## Základní část
V základní části bylo 24 týmů sloučeno do jedné tabulky. Každý tým hrál jednou doma a jednou venku proti šesti různým soupeřům. Do osmifinále postoupí šestnáct nejlepších týmů.
Losování základní části proběhlo 22. května 2024 v Praze.

### Výkonnostní koše
Zúčastněné týmy byly nasazeny do skupin A až D podle výsledků v národních ligách a postavení v žebříčku CHL. Úřadující mistři HC Servette Ženeva byla nejvýše nasazeným týmem, a proto dostala místo v koši A. V nejvyšším koši byli také úřadující mistři všech z pěti nejlepších zakládajících lig podle ligového žebříčku (Švédsko, Finsko, Česko, Švýcarsko a Německo).
| Koš A                                                                              | Koš B                                                                                                | Koš C                                                                  | Koš D                                                                                          |
| ---------------------------------------------------------------------------------- | --- | ---------------------------------------------------------------------- | ---------------------------------------------------------------------------------------------- |
| HC Servette Ženeva Skellefteå AIK ZSC Lions Eisbären Berlín Tappara Oceláři Třinec | Red Bull Salzburg Färjestad BK Fribourg-Gottéron Fischtown Pinguins Tampereen Ilves Dynamo Pardubice | EC KAC Växjö Lakers Lausanne HC Straubing Tigers Pelicans Sparta Praha | Fehérvár AV19 Sheffield Steelers Dragons de Rouen Storhamar SønderjyskE Ishockey Unia Oświęcim |

### Soupeři českých týmů
| Klub             | Soupeři z koše A | Soupeři z koše A | Soupeři z koše B   | Soupeři z koše B  | Soupeři z koše C | Soupeři z koše C | Soupeři z koše D | Soupeři z koše D   |
| Klub             | Doma             | Venku            | Doma               | Venku             | Doma             | Venku            | Doma             | Venku              |
| ---------------- | ---------------- | ---------------- | ------------------ | ----------------- | ---------------- | ---------------- | ---------------- | ------------------ |
| Oceláři Třinec   |                  |                  | Fribourg-Gottéron  | Färjestad BK      | Växjö Lakers     | Lausanne HC      | Unia Oświęcim    | Dragons de Rouen   |
| Dynamo Pardubice | Tappara          | Eisbären Berlín  |                    |                   | Pelicans         | Straubing Tigers | Fehérvár AV19    | Sheffield Steelers |
| Sparta Praha     | Tappara          | Eisbären Berlín  | Fischtown Pinguins | Red Bull Salzburg |                  |                  | Fehérvár AV19    | Sheffield Steelers |

### Tabulka
| Poř. | Tým                  | Z | V | VP | PP | P | VG | OG | B  |
| ---- | -------------------- | - | - | -- | -- | - | -- | -- | -- |
| 1.   | Färjestad BK         | 6 | 5 | 1  | 0  | 0 | 26 | 10 | 17 |
| 2.   | ZSC Lions            | 6 | 4 | 1  | 0  | 1 | 20 | 10 | 14 |
| 3.   | Lausanne HC          | 6 | 4 | 0  | 2  | 0 | 17 | 9  | 14 |
| 4.   | Oceláři Třinec       | 6 | 3 | 1  | 1  | 1 | 24 | 16 | 12 |
| 5.   | Fribourg-Gottéron    | 6 | 3 | 1  | 1  | 1 | 23 | 16 | 12 |
| 6.   | Skellefteå AIK       | 6 | 3 | 1  | 1  | 1 | 19 | 15 | 12 |
| 7.   | Eisbären Berlín      | 6 | 3 | 1  | 0  | 2 | 22 | 15 | 11 |
| 8.   | Red Bull Salzburg    | 6 | 3 | 1  | 0  | 2 | 20 | 13 | 11 |
| 9.   | Pelicans             | 6 | 3 | 1  | 0  | 2 | 24 | 18 | 11 |
| 10.  | Sheffield Steelers   | 6 | 2 | 2  | 1  | 1 | 18 | 13 | 11 |
| 11.  | Fischtown Pinguins   | 6 | 3 | 0  | 1  | 2 | 17 | 13 | 10 |
| 12.  | Växjö Lakers         | 6 | 3 | 0  | 1  | 2 | 13 | 12 | 10 |
| 13.  | Sparta Praha         | 6 | 3 | 0  | 1  | 2 | 13 | 15 | 10 |
| 14.  | HC Servette Ženeva   | 6 | 2 | 1  | 2  | 1 | 21 | 19 | 10 |
| 15.  | Straubing Tigers     | 6 | 2 | 1  | 1  | 2 | 14 | 14 | 9  |
| 16.  | Tappara              | 6 | 2 | 1  | 0  | 3 | 20 | 16 | 8  |
| 17.  | Dynamo Pardubice     | 6 | 2 | 0  | 2  | 2 | 20 | 13 | 8  |
| 18.  | Unia Oświęcim        | 6 | 2 | 0  | 2  | 2 | 18 | 23 | 8  |
| 19.  | Tampereen Ilves      | 6 | 1 | 2  | 0  | 3 | 17 | 21 | 7  |
| 20.  | EC KAC               | 6 | 1 | 1  | 0  | 4 | 14 | 24 | 5  |
| 21.  | Storhamar            | 6 | 0 | 2  | 1  | 3 | 10 | 17 | 5  |
| 22.  | Dragons de Rouen     | 6 | 0 | 0  | 1  | 5 | 12 | 33 | 1  |
| 23.  | Fehérvár AV19        | 6 | 0 | 0  | 0  | 6 | 8  | 27 | 0  |
| 24.  | SønderjyskE Ishockey | 6 | 0 | 0  | 0  | 6 | 5  | 33 | 0  |

| Vysvětlivka        |
| ------------------ |
| Postup do play-off |
| Konec v soutěži    |

### Kritéria pro nerozhodný výsledek v základní části
Týmy byly hodnoceny podle bodů (3 body za výhru v základní hrací době, 2 body za výhru v prodloužení, 1 bod za prohru v prodloužení, 0 bodů za prohru v základní hrací době). Pokud měly mít dva nebo více týmů stejný počet bodů, byly pro určení pořadí použita následující kritéria rovnosti bodů v uvedeném pořadí:
1. Vyšší počet vítězství v základní hrací době (vítězství za 3 body);
2. Vyšší počet vítězství celkem (vítězství v základní hrací době + vítězství v prodloužení a nájezdech);
3. Lepší brankový rozdíl;
4. Více vstřelených gólů;
5. Více vstřelených gólů venku;
6. Vyšší pozice ve výkonnostním koši CHL.

## Play-off

### Formát
V play-off byly dvojice vytvořeny na základě umístění týmů v základní části takto: tým, který skončil na 1. místě v základní části, se utká s týmem, který skončil na 16. místě, tým, který skončil na 2. místě, se utká s týmem, který skončil na 15. místě, atd. Ve čtvrtfinále a semifinále se losovalo play-off ani se provádělo žádné dosazování. V každém kole s výjimkou finále sehrály týmy dvě utkání a o postupujícím rozhodlo celkové skóre. První utkání hostil tým s nižším nasazením, druhé utkání se hrálo na domácím ledě druhého týmu. Pokud bylo celkové skóre nerozhodné, následuje prodloužení. Pokud bylo prodloužení bezbrankové, postupuje tým, který zvítězí v nájezdech.
Finále se hrálo na domácím ledě týmu s vyšším nasazením.

### Pavouk
|  | Osmifinále         | Osmifinále        | Osmifinále | Osmifinále |   |                   | Čtvrtfinále | Čtvrtfinále | Čtvrtfinále | Čtvrtfinále |  |                 | Semifinále | Semifinále | Semifinále | Semifinále |              |   | Finále | Finále |
|  |                    |                   |            |            |   |                   |             |             |             |             |  |                 |            |            |            |            |              |   |        |        |
|  | Tappara            | 2                 | 3          | 5          |   |                   |             |             |             |             |  |                 |            |            |            |            |              |   |        |        |
|  | Färjestad BK (PP)  | 3                 | 3          | 6          |   |                   |             |             |             |             |  |                 |            |            |            |            |              |   |        |        |
|  | Färjestad BK (PP)  | 3                 | 3          | 6          |   | Färjestad BK      | 1           | 6           | 7           |             |  |                 |            |            |            |            |              |   |        |        |
|  |                    |                   |            |            |   | Färjestad BK      | 1           | 6           | 7           |             |  |                 |            |            |            |            |              |   |        |        |
|  |                    | Red Bull Salzburg | 3          | 0          | 3 |                   |             |             |             |             |  |                 |            |            |            |            |              |   |        |        |
|  | Pelicans           | Red Bull Salzburg | 3          | 0          | 3 | 1                 | 0           | 1           |             |             |  |                 |            |            |            |            |              |   |        |        |
|  | Pelicans           |                   |            |            |   | 1                 | 0           | 1           |             |             |  |                 |            |            |            |            |              |   |        |        |
|  | Red Bull Salzburg  | 2                 | 5          | 7          |   |                   |             |             |             |             |  |                 |            |            |            |            |              |   |        |        |
|  | Red Bull Salzburg  | 2                 | 5          | 7          |   |                   |             |             |             |             |  | Färjestad BK    | 6          | 4          | 10         |            |              |   |        |        |
|  |                    |                   |            |            |   |                   |             |             |             |             |  | Färjestad BK    | 6          | 4          | 10         |            |              |   |        |        |
|  |                    | Sparta Praha      | 2          | 2          | 4 |                   |             |             |             |             |  |                 |            |            |            |            |              |   |        |        |
|  | Sparta Praha       | Sparta Praha      | 2          | 2          | 4 | 4                 | 1           | 5           |             |             |  |                 |            |            |            |            |              |   |        |        |
|  | Sparta Praha       |                   |            |            |   | 4                 | 1           | 5           |             |             |  |                 |            |            |            |            |              |   |        |        |
|  | Oceláři Třinec     | 1                 | 1          | 2          |   |                   |             |             |             |             |  |                 |            |            |            |            |              |   |        |        |
|  | Oceláři Třinec     | 1                 | 1          | 2          |   | Sparta Praha (PP) | 1           | 6           | 7           |             |  |                 |            |            |            |            |              |   |        |        |
|  |                    |                   |            |            |   | Sparta Praha (PP) | 1           | 6           | 7           |             |  |                 |            |            |            |            |              |   |        |        |
|  |                    | Växjö Lakers      | 2          | 4          | 6 |                   |             |             |             |             |  |                 |            |            |            |            |              |   |        |        |
|  | Växjö Lakers       | Växjö Lakers      | 2          | 4          | 6 | 1                 | 3           | 4           |             |             |  |                 |            |            |            |            |              |   |        |        |
|  | Växjö Lakers       |                   |            |            |   | 1                 | 3           | 4           |             |             |  |                 |            |            |            |            |              |   |        |        |
|  | Fribourg-Gottéron  | 0                 | 3          | 3          |   |                   |             |             |             |             |  |                 |            |            |            |            |              |   |        |        |
|  | Fribourg-Gottéron  | 0                 | 3          | 3          |   |                   |             |             |             |             |  |                 |            |            |            |            | Färjestad BK | 1 |        |        |
|  |                    |                   |            |            |   |                   |             |             |             |             |  |                 |            |            |            |            |              | 1 |        |        |
|  |                    | ZSC Lions         | 2          |            |   |                   |             |             |             |             |  |                 |            |            |            |            |              |   |        |        |
|  | Fischtown Pin.     | ZSC Lions         | 2          | 5          | 5 | 10                |             |             |             |             |  |                 |            |            |            |            |              |   |        |        |
|  | Fischtown Pin.     |                   |            | 5          | 5 | 10                |             |             |             |             |  |                 |            |            |            |            |              |   |        |        |
|  | Skellefteå AIK     | 0                 | 1          | 1          |   |                   |             |             |             |             |  |                 |            |            |            |            |              |   |        |        |
|  | Skellefteå AIK     | 0                 | 1          | 1          |   | Fischtown Pin.    | 0           | 2           | 2           |             |  |                 |            |            |            |            |              |   |        |        |
|  |                    |                   |            |            |   | Fischtown Pin.    | 0           | 2           | 2           |             |  |                 |            |            |            |            |              |   |        |        |
|  |                    | Servette Ženeva   | 4          | 2          | 6 |                   |             |             |             |             |  |                 |            |            |            |            |              |   |        |        |
|  | Lausanne HC        | Servette Ženeva   | 4          | 2          | 6 | 0                 | 4           | 4           |             |             |  |                 |            |            |            |            |              |   |        |        |
|  | Lausanne HC        |                   |            |            |   | 0                 | 4           | 4           |             |             |  |                 |            |            |            |            |              |   |        |        |
|  | Servette Ženeva    | 5                 | 7          | 12         |   |                   |             |             |             |             |  |                 |            |            |            |            |              |   |        |        |
|  | Servette Ženeva    | 5                 | 7          | 12         |   |                   |             |             |             |             |  | Servette Ženeva | 1          | 3          | 4          |            |              |   |        |        |
|  |                    |                   |            |            |   |                   |             |             |             |             |  | Servette Ženeva | 1          | 3          | 4          |            |              |   |        |        |
|  |                    | ZSC Lions         | 6          | 3          | 9 |                   |             |             |             |             |  |                 |            |            |            |            |              |   |        |        |
|  | Sheffield Steelers | ZSC Lions         | 6          | 3          | 9 | 3                 | 2           | 5           |             |             |  |                 |            |            |            |            |              |   |        |        |
|  | Sheffield Steelers |                   |            |            |   | 3                 | 2           | 5           |             |             |  |                 |            |            |            |            |              |   |        |        |
|  | Eisbären Berlín    | 5                 | 4          | 9          |   |                   |             |             |             |             |  |                 |            |            |            |            |              |   |        |        |
|  | Eisbären Berlín    | 5                 | 4          | 9          |   | Eisbären Berlín   | 3           | 4           | 7           |             |  |                 |            |            |            |            |              |   |        |        |
|  |                    |                   |            |            |   | Eisbären Berlín   | 3           | 4           | 7           |             |  |                 |            |            |            |            |              |   |        |        |
|  |                    | ZSC Lions         | 4          | 5          | 9 |                   |             |             |             |             |  |                 |            |            |            |            |              |   |        |        |
|  | Straubing Tigers   | ZSC Lions         | 4          | 5          | 9 | 2                 | 1           | 3           |             |             |  |                 |            |            |            |            |              |   |        |        |
|  | Straubing Tigers   |                   |            |            |   | 2                 | 1           | 3           |             |             |  |                 |            |            |            |            |              |   |        |        |
|  | ZSC Lions          | 4                 | 7          | 11         |   |                   |             |             |             |             |  |                 |            |            |            |            |              |   |        |        |

### Osmifinále
První zápasy se odehrály 12. a 13. listopadu, odvety poté 19. a 20. listopadu 2024.
| 12. listopadu 2024 17:30 | Tappara | 2 : 3 (1:0, 1:1, 0:2) | Färjestad BK | Nokia Arena, Tampere Návštěvnost: 5 137 |  |

| Report |

| 19. listopadu 2024 19:00 | Färjestad BK | 3 : 3 PP (2:1, 0:0, 0:2 – 1:0) | Tappara | Löfbergs Arena, Karlstad Návštěvnost: 2 686 |  |

| Report |

V součtu 6:5, do čtvrtfinále postoupil tým Färjestad BK.
| 12. listopadu 2024 19:30 | Fischtown Pinguins | 5 : 0 (4:0, 0:0, 1:0) | Färjestad BK | Eisarena Bremerhaven, Bremerhaven Návštěvnost: 3 847 |  |

| Report |

| 19. listopadu 2024 18:00 | Skellefteå AIK | 1 : 5 (0:4, 0:0, 1:1) | Fischtown Pinguins | Skellefteå Kraft Arena, Skellefteå Návštěvnost: 1 493 |  |

| Report |

V součtu 10:1, do čtvrtfinále postoupil tým Fischtown Pinguins.
| 13. listopadu 2024 20:00 | Sheffield Steelers | 3 : 5 (0:1, 3:2, 0:2 | Eisbären Berlín | Sheffield Arena, Sheffield Návštěvnost: 8 983 |  |

| Report |

| 19. listopadu 2024 19:30 | Eisbären Berlín | 4 : 2 (0:1, 2:0, 2:1) | Sheffield Steelers | Wellblechpalast, Berlín Návštěvnost: 4 227 |  |

| Report |

V součtu 9:5, do čtvrtfinále postoupil tým Eisbären Berlín.
| 13. listopadu 2024 18:00 | Sparta Praha | 4 : 1 (3:0, 0:1, 1:0) | Oceláři Třinec | O2 arena, Praha Návštěvnost: 7 689 |  |

| Report |

| 20. listopadu 2024 18:00 | Oceláři Třinec | 1 : 1 (0:1, 0:0, 1:0) | Sparta Praha | Werk Arena, Třinec Návštěvnost: 4 559 |  |

| Report |

V součtu 5:2, do čtvrtfinále postoupil tým Sparta Praha.
| 12. listopadu 2024 19:00 | Växjö Lakers | 1 : 0 (0:0, 1:0, 0:0) | Fribourg-Gottéron | Vida Arena, Växjö Návštěvnost: 2 463 |  |

| Report |

| 19. listopadu 2024 19:45 | Fribourg-Gottéron | 3 : 3 (1:1, 0:1, 2:1) | Växjö Lakers | BCF Arena, Fribourg Návštěvnost: 5 043 |  |

| Report |

V součtu 4:3, do čtvrtfinále postoupil tým Växjö Lakers.
| 12. listopadu 2024 19:30 | Straubing Tigers | 2 : 4 (0:1, 2:1, 0:2) | ZSC Lions | Eisstadion am Pulverturm, Straubing Návštěvnost: 3 548 |  |

| Report |

| 19. listopadu 2024 19:45 | ZSC Lions | 7 : 1 (1:1, 3:0, 3:0) | Straubing Tigers | Swiss Life Arena, Curych Návštěvnost: 3 224 |  |

| Report |

V součtu 11:3, do čtvrtfinále postoupil tým ZSC Lions.
| 12. listopadu 2024 19:45 | Lausanne HC | 0 : 5 (0:1, 0:2, 0:2) | Servette Ženeva | Vaudoise Aréna, Lausanne Návštěvnost: 8 973 |  |

| Report |

| 20. listopadu 2024 19:45 | Servette Ženeva | 7 : 4 (2:2, 1:0, 4:2) | Lausanne | Patinoire des Vernets, Ženeva Návštěvnost: 6 254 |  |

| Report |

V součtu 12:4, do čtvrtfinále postoupil tým Servette Ženeva.
| 12. listopadu 2024 17:30 | Pelicans | 1 : 2 (0:0, 1:1, 0:1) | Red Bull Salzburg | Isku Areena, Lahti Návštěvnost: 2 021 |  |

| Report |

| 20. listopadu 2024 20:20 | Red Bull Salzburg | 5 : 0 (1:0, 1:0, 3:0) | Pelicans | Eisarena Salzburg, Salcburk Návštěvnost: 2 412 |  |

| Report |

V součtu 7:1, do čtvrtfinále postoupil tým Red Bull Salzburg.

### Čtvrtfinále
| 3. prosince 2024 18:00 | Red Bull Salzburg | 3 : 1 (1:1, 2:0, 0:0) | Färjestad BK | Eisarena Salzburg, Salcburk Návštěvnost: 2 281 |  |

| Report |

| 17. prosince 2024 19:00 | Färjestad BK | 6 : 0 (0:0, 3:0, 3:0) | Red Bull Salzburg | Löfbergs Arena, Karlstad Návštěvnost: 4 035 |  |

| Report |

V součtu 7:3, do semifinále postoupil tým Färjestad BK.
| 3. prosince 2024 19:45 | Servette Ženeva | 4 : 0 (2:0, 1:0, 1:0) | Fischtown Pinguins | Patinoire des Vernets, Ženeva Návštěvnost: 5 419 |  |

| Report |

| 17. prosince 2024 19:30 | Fischtown Pinguins | 2 : 2 (0:0, 0:0, 2:2) | Servette Ženeva | Eisarena Bremerhaven, Bremerhaven Návštěvnost: 4 436 |  |

| Report |

V součtu 6:2, do čtvrtfinále postoupil tým Servette Ženeva.
| 4. prosince 2024 19:30 | Eisbären Berlín | 3 : 4 (1:0, 2:2, 0:2) | ZSC Lions | Wellblechpalast, Berlín Návštěvnost: 5 218 |  |

| Report |

| 17. prosince 2024 19:45 | ZSC Lions | 5 : 4 (0:3, 2:0, 3:1) | Eisbären Berlín | Swiss Life Arena, Curych Návštěvnost: 6 684 |  |

| Report |

V součtu 9:7, do semifinále postoupil tým ZSC Lions.
| 3. prosince 2024 18:00 | Sparta Praha | 1 : 2 (0:0, 1:1, 0:1) | Växjö Lakers | O2 arena, Praha Návštěvnost: 5 176 |  |

| Report |

| 17. prosince 2024 19:00 | Växjö Lakers | 4 : 6 PP (2:0, 1:1, 1:4 – 0:1) | Sparta Praha | Vida Arena, Växjö Návštěvnost: 4 179 |  |

| Report |

V součtu 7:6, do semifinále postoupil tým Sparta Praha.

### Semifinále
| 14. ledna 2025 18:00 | Sparta Praha | 2 : 6 (1:2, 0:1, 1:3) | Färjestad BK | O2 arena, Praha Návštěvnost: 11 682 |  |

| Report |

| 21. ledna 2025 19:00 | Färjestad BK | 4 : 2 (1:1, 2:1, 1:0) | Sparta Praha | Löfbergs Arena, Karlstad Návštěvnost: 6 836 |  |

| Report |

V součtu 10:4, do čtvrtfinále postoupil tým Färjestad BK.
| 15. ledna 2025 20:15 | Servette Ženeva | 1 : 6 (0:2, 0:4, 1:0) | ZSC Lions | Patinoire des Vernets, Ženeva Návštěvnost: 3 781 |  |

| Report |

| 21. ledna 2025 20:15 | ZSC Lions | 3 : 3 (0:0, 2:1, 1:2) | Servette Ženeva | Swiss Life Arena, Curych Návštěvnost: 6 400 |  |

| Report |

V součtu 9:4, do čtvrtfinále postoupil tým ZSC Lions.

### Finále
| 18. února 2025 20:15 | ZSC Lions | 2 : 1 (1:0, 1:0, 0:1) | Färjestad BK | Swiss Life Arena, Curych Návštěvnost: 12000 |  |

| Report                                                                      |                                                                             |             |                                |                                                                        |
| Šimon Hrubec                                                                | Šimon Hrubec                                                                | Brankáři    | Maxime Lagacé                  | Rozhodčí: André Schrader Riku Brander Čároví: Oto Durmis Simon Riecken |
| Andrighetto (Balcers, Trutmann) 17:48' Andrighetto (Balcers, Malgin) 32:33' | Andrighetto (Balcers, Trutmann) 17:48' Andrighetto (Balcers, Malgin) 32:33' | 1:0 2:0 2:1 | 51:05'Aslund (Tomášek, Nygren) | Rozhodčí: André Schrader Riku Brander Čároví: Oto Durmis Simon Riecken |
| 10 min                                                                      | 10 min                                                                      | Tresty      | 4 min                          | Rozhodčí: André Schrader Riku Brander Čároví: Oto Durmis Simon Riecken |
| 30                                                                          | 30                                                                          | Střely      | 32                             | Rozhodčí: André Schrader Riku Brander Čároví: Oto Durmis Simon Riecken |